# Adenomera heyeri
Espèce
Synonymes
- Leptodactylus heyeri (Boistel, Massary & Angulo, 2006)

Statut de conservation UICN

 LC  : Préoccupation mineure
Adenomera heyeri est une espèce d'amphibiens de la famille des Leptodactylidae.

## Répartition
Cette espèce se rencontre jusqu'à 600 m d'altitude :
- en Guyane ;
- au Suriname ;
- au Brésil dans les États d'Amapá et du Pará.

## Étymologie
Cette espèce est nommée en l'honneur de William Ronald Heyer.

## Publication originale
- Boistel, Massary & Angulo, 2006 : Description of A new species of the genus Adenomera (Amphibia, Anura, Leptodactylidae) from French Guiana. Acta Herpetologica Firenze, vol. 1, p. 1–14 (texte intégral).